# Телятевский, Михаил Фёдорович
Князь Михаил Фёдорович Телятевский (ум. 1510) — воевода, наместник и боярин сначала тверского Михаила Борисовича, а затем московских князей Ивана III и Василия III.
Старший из четырёх сыновей родоначальника, удельного телятевского князя Фёдора Александровича, и его жены, в иночестве носившей имя Александра. Имел братьев, князей: Андрея, Юрия и Василия Фёдоровичей, известных только по родословным.
В исторических документах иногда именуется князем Микулинским. С данной фамилией он был пожалован бояриным.

## Биография

### Тверской боярин
Показан в тверских боярах. В 1477 году был отправлен великим тверским князем Михаилом Борисовичем воеводой с тверским полком для участия в походе Ивана III на Новгород. В село Боблово селение, где располагался лагерь Ивана III он прибыл 4 ноября. Был хорошо принят великим князем и тверскому полку было предписано следовать вместе по одной дороге с Иваном III. 9 ноября назначен к брату царя — князю Андрею Васильевичу Горяю, вторым воеводой полка правой руки. При осаде города 3 декабря князь Михаил Фёдорович получил приказ стоять у Николо-Островского монастыря на Острове на реке Вишера.

### На службе у Ивана III
В 1478 году получил чин московского боярина.
В 1488 году уже после захвата Тверского княжества Московским полностью перешёл на службу Иван III, получив за это в поместье город Дмитров.
В 1492 году был вторым береговым воеводой Тверского полка на Оке.
В 1493 году был там же в числе других тверских воевод. Затем, как второй воевода полка правой руки принял участие в походе на Литву.
В 1495 году участвовал в государевом походе на Новгород.
В 1496 году во время Казанского похода предпринятом после свержения Мухаммед-Эмина, воевода конной рати, командовал полком правой руки.
В 1500 году первый воевода командовал передовым полком в походе на Литву, к Рославлю и Ельне, 14 июля в этом же чине участвовал в Ведрошской битве.
В 1501 году был четвёртым воеводой в Твери при царевиче Василии. Затем командовал полком правой руки при походе в Ливонию. В середине 1501 года — третной наместник в Москве.
В 1502 году во время Смоленского похода под командованием царевича Дмитрия Ивановича Жилки был приставлен в сторожевой полк к удельному Рузскому князю Ивану Борисовичу, затем по второму наряду он командовал этим полком в походе Лифляндию, где разбил немцев 24 ноября причинив им большие разорения.

#### На службе у Василия III
В 1505 году во время неудачного похода на Казань ходил к Казани в составе судовой рати, как второй воевода полка правой руки, которым командовал удельный волоцкий князь Фёдор Борисович.
В 1506 году водил Большой полк из Дорогобужа на Литву.
В 1508 году ходил "со всеми людьми" от Великих Лук к Торопцу, где присоединился к войску князя Щенятева и после взятия Дорогобужа, первый воевода, командовал полком левой руки в городе.
В 1509 году упоминается в последний раз, как тверской боярин и владимирский наместник, когда в сентябре во время похода Василия III на Новгород и Псков его оставили в Москве по старости.
Умер в начале 1510 года. Похоронен в селе Микулино Городище Старицкого уезда в Архангельской церкви.

## Семья
От брака с неизвестной имел двоих сыновей:
- Князь Телятевский Иван Михайлович Большой — бездетный, известен по родословным, похоронен рядом с отцом.
- Князь Телятевский Иван Михайлович Меньшой Ватута (ум. 1512) — воевода и боярин.

## Критика
Князь Михаил Фёдорович был старшим сыном родоначальника князя Фёдора Александровича, а не родного дяди последнего, князя Фёдора Микулинского, как полагают некоторые историки. Неверно также утверждение П.Н. Петрова и А.В. Экземплярского, что князь Михаил Фёдорович прозывался "Ватутой" и был родоначальником княжеской ветви Ватутины-Телятевские. По старым родословным Воскресенской летописи, Временника и Бархатной книги, а также по Лобанову-Ростовскому "Ватутой" (не Вашутой) прозывался его сын князь Иван Михайлович Меньшой, коего потомки прозывались Ватутины-Телятевские.
В.Н. Берх указывает год пожалования в бояре — 1476 год, а дату смерти — 1510 год.
А.Б. Лобанов-Ростовский в "Русской родословной книге" показывает князя Михаила Фёдоровича, как Телятевский - Телюшевский. В этом же источники видимо перепутаны Иван Большой, который указан бояриным в 1495 году и умершим в 1512 году, с князем Иваном Меньшим, который являлся бояриным и умер в 1512 году.